# Silke Hüsing (Ökonomin)
Silke Hüsing (* 1967 in Unna) ist eine deutsche Ökonomin und Professorin für Betriebswirtschaftslehre (BWL). Sie ist Inhaberin des Lehrstuhls BWL I – Betriebswirtschaftliche Steuerlehre und Wirtschaftsprüfung an der Technischen Universität Chemnitz (TU Chemnitz).

## Leben
Silke Hüsing legte 1986 das Abitur in Unna ab. Sie absolvierte 1993 ihr Studium der Betriebswirtschaftslehre mit dem akademischen Grad Diplom-Kauffrau an der Universität Dortmund. 1998 promovierte Silke Hüsing an der Universität Augsburg. Im Jahr 2005 folgte ihre Habilitation an der Universität Augsburg.
Ab dem Wintersemester 2006 / 2007 fungierte Silke Hüsing als Lehrstuhlvertreterin, Lehrbeauftragte und Prüferin für den Lehrstuhl BWL I – Betriebswirtschaftliche Steuerlehre und Wirtschaftsprüfung an der TU Chemnitz. Im Jahr 2008 schließlich bekam sie den Ruf an die TU Chemnitz. Seit 2013 ist sie Dekanin der Fakultät für Wirtschaftswissenschaften.

## Forschungsschwerpunkte
Ihre Interessenschwerpunkte umfassen empirische Untersuchung von Steuerwirkungen, empirische Forschungsprojekte zur Steuerakzeptanz, z. B. „Wirtschaftlichkeits- und Akzeptanzanalyse des Steuerrechts“ im Auftrag der Steuerberaterkammer München (Parallelprojekt zur OS III der OFD München), Steuerwirkungen und Rationalverhalten sowie Besteuerung und Europarecht.

## Schriften (Auswahl)
- Subjektive Steuerwirkungen und ihre Implikationen für die betriebswirtschaftliche Steuerlehre. Ein interdisziplinärer Ansatz (= Forschungsergebnisse aus dem Revisionswesen und der betriebswirtschaftlichen Steuerlehre. Band 17). Duncker & Humblot, Berlin 1999, ISBN 3-428-09775-0 (Zugleich: Universität Augsburg, Dissertation, 1998).
- Michael Heinhold / Carmen Bachmann / Silke Hüsing: Lehrbuch Besteuerung der Gesellschaften. Rechtsformen und ihre steuerliche Behandlung. Steuerfachkurs. Verlag Neue Wirtschafts-Briefe (NWB Verlag), Herne / Berlin 2004, ISBN 3-482-52561-7.
- Steuergestaltung beim Arbeitsentgelt. Gesamtvorteil und empirische Aspekte ausgewählter Individualkalküle. Berichte aus der Betriebswirtschaft. Shaker Verlag, Aachen 2007, ISBN 978-3-8322-6484-0.